# Zeaxantin

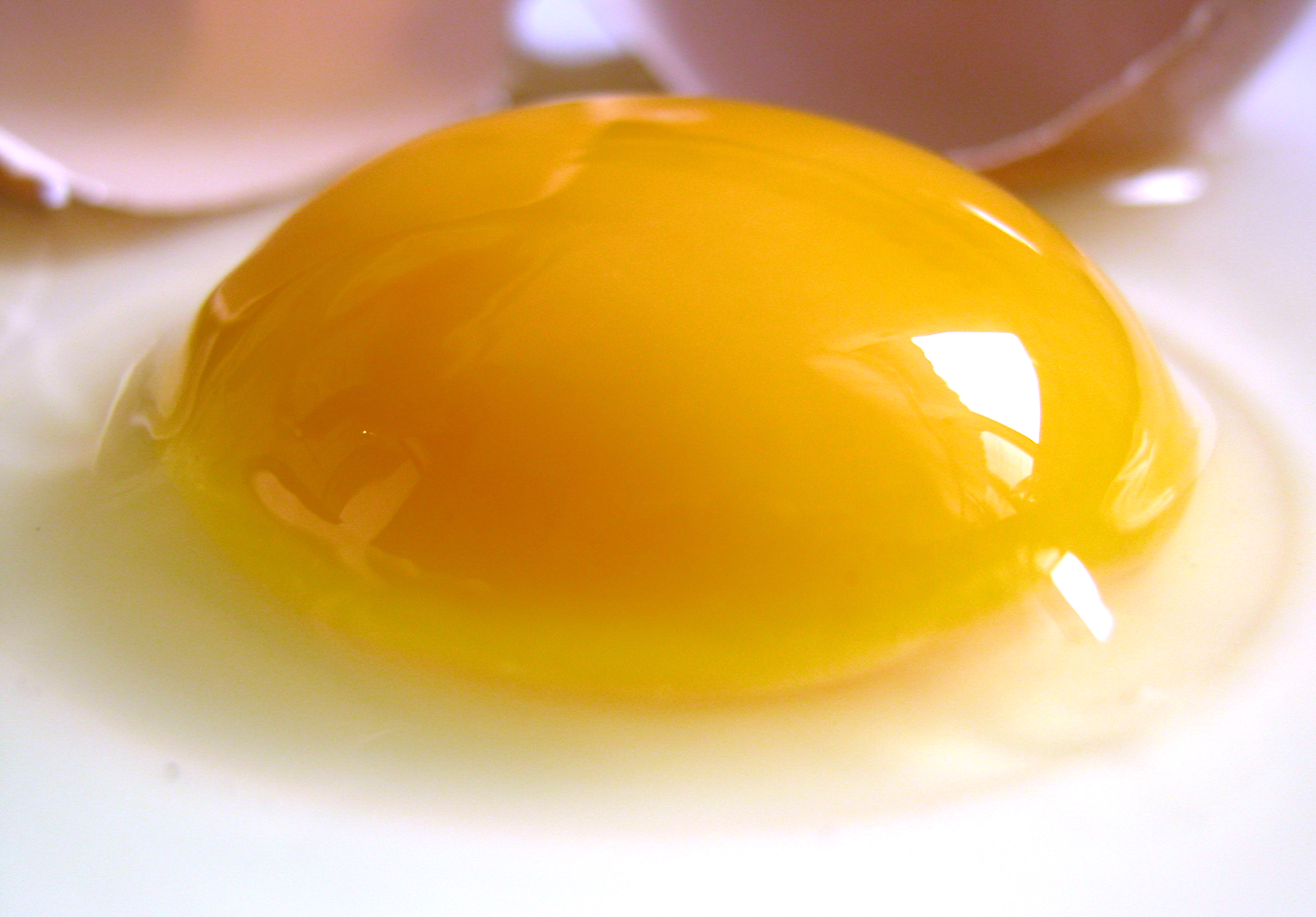
Zeaxantin och lutein ger äggulan gul färg.

Zeaxantin är ett xantofyll och en av de vanligast förekommande karotenoida alkoholerna i naturen. Den syntetiseras av växter och några mikroorganismer och är det ämne som ger paprika, majs, saffran, gojibär och många andra växter och mikrober sin karakteristiska färg.
Namnet kommer från Zea som är det vetenskapliga namnet på majssläktet och Ξανθος, xanthos, vilket är grekiska för "gul".
Xantofyller som zeaxantin finns i störst mängd i de flesta gröna växters blad, där de fungerar som antennpigment.
Djur får i sig zeaxantin genom födan. Zeaxantin och lutein förekommer rikligt i äggula och ger den dess gula färg. Majs används därför som hönsfoder (upp till 70% i Kroatien) för att få en gulare gula som är mer i konsumenternas smak.
Zeaxantin är en av de två primära xantofyllerna i näthinnan hos människa och vissa andra primater. I gula fläcken är zeaxantin den dominerande komponenten, medan lutein dominerar perifert. Kosttillskott som innehåller zeaxantin förmodas bidra till ögonens hälsa. Det finns inte några rapporterade bieffekter vid zeaxantintillskott, och denna möjligt goda effekt är ej vetenskapligt visad, trots pågående omfattande forskning rörande zeaxantins och luteins egenskaper.
Som livsmedelstillsats har zeaxantin E-nummer E161h.